# Ахалский велаят
Ахалский велаят (туркм. Ahal welaýaty) — административная единица на юге Туркменистана. Первоначально административным центром велаята был город Ашхабад, но позже он был выведен в отдельную административную единицу, а центром стал Аннау. 20 декабря 2022 года был образован Аркадаг, в который был перенесён центр велаята.

## История
Ахалский велаят был образован 14 декабря 1992 года на территории бывшей Ашхабадской области.
29 апреля 2016 года Кабинетом министров Туркменистана было принято решение о ликвидации Бабадайханского этрапа, территория которого была передана в состав Тедженского этрапа.
Однако уже 5 января 2018 года постановлением Парламента Туркменистана Бабадайханский этрап был восстановлен, и в его состав из Тедженского этрапа были переданы город Бабадайхан; генгешлики Ак-Алтын, Аквекил, имени Алты Гарлыева, Гаравекил, Захмет, Тязеёл, Хасыл и Ярыгёкдже; сёла Гётин, Мамур и Чили генгешлика Селенгли.
Этим же постановлением Парламент Туркменистана упразднил существовавший на территории велаята Алтын-Асырский этрап, передав его территорию в Какинский этрап (генгешлики Мяне и Чяче), Сарахский этрап (генгешлик Балыкчылык), Тедженский этрап (город Алтын-Асыр; генгешлики Вахарман, Гурбан-Дурды, Довлетли и Лукман; сёла Ак-Алтын, Бугдайлы и Малдарчылык).
Также городу Кака был изменён статус с города с правами этрапа на город в этрапе, а Бахарлынский этрап переименован в Бахерденский.
20 декабря 2022 года был образован новый город Аркадаг, в который был перенесён административный центр велаята.

## География
Площадь велаята — 97 160 км². Находится на юге от центра Туркменистана и граничит с Ираном и Афганистаном в предгорьях Копетдага.
Ахалский велаят известен оазисом Ахал-Теке, в котором произошла битва у Геок-Тепе 1881 года, а также подземным тёплым озером Коу-Ата в Бахарденской пещере.

## Население
Население Ахалского велаята — 939 700 человек (2005 год). В 2000 году в Ахалском велаяте проживало 14 % всего населения Туркменистана.

## Административно-территориальное деление
В состав Ахалского велаята входят 7 этрапов, 8 городов, 9 посёлков, 82 генгешликов и 231 село (названия, изменённые после 1995 года, приведены в скобках).
7 этрапов:
1. Ак-Бугдайский этрап (бывший Гяверский) — город Аннау (статус города в этрапе предоставлен 3 февраля 2008 года)[10].
2. Бабадайханский этрап (бывший Кировский) — город Бабадайхан.
3. Бахерденский этрап (бывший Бахарденский, Бахарлынский) — город Бахерден (статус города в этрапе предоставлен 3 февраля 2008 года)[10].
4. Гёкдепинский этрап (бывший Геоктепинский) — город Гёкдепе (статус города в этрапе предоставлен 3 февраля 2008 года)[10].
5. Какинский этрап (бывший Каахкинский) — город Кака.
6. Сарахский этрап (бывший Серахский) — город Сарахс.
7. Тедженский этрап — город Теджен.

20 декабря 2022 года был образован новый город Аркадаг, которому присвоен статус города государственного значения. Город был образован на землях Гёкдепинского этрапа, в состав города было включено село Аба Аннаев и тем самым упразднено, также был упразднён генгешлик Карызек (который существовал в селе Аба Аннаев). Является отдельным административным субъектом Туркменистана.

## Экономика
Экономика Ахалского велаята имеет аграрно-индустриальный характер. На её развитие большое влияние оказывает нахождение на территории региона столицы государства. Доля экономики велаята в валовом региональном продукте составляет более 23 %. В 2000 году на Ахалский велаят приходилось 11 % всех рабочих мест Туркменистана, 23 % продукции сельского хозяйства (по стоимости), а также 31 % общего объёма промышленного производства в стране.
Регион является лидером в стране по объёму добычи газа (43,8 %). На его территории располагаются ряд крупных газовых месторождений, например, Южный Гутляяк.
Сельское хозяйство Ахалского велаята орошается Каракумским каналом, который тянется через весь регион с запада на восток. Другой источник воды река Теджен, которая протекает в юго-восточной части велаята, проходя через два больших водохранилищ к югу от города Теджен. В Рухабатском этрапе создан крупный агропромышленный комплекс «Рухубелент», располагающий собственными полями, тепличным хозяйством, а также производственными мощностями по переработке овощей и фруктов.
Развиваются другие отрасли — текстильная и хлопкоперерабатывающая промышленности, стройиндустрия. В посёлке Яшлык построен целлюлозно-бумажный комбинат стоимостью $135 млн по выпуску высококачественной бумаги из местного сырья. В Ахале сооружён текстильный комбинат, который будет производить махровые и крашеные хлопчатобумажные ткани. Построены и ряд других промышленных предприятий — хлопчатобумажная фабрика и карбамидный завод в Теджене, новая очередь цементного завода в Келята. На Абаданской ГРЭС пущена первая в Центральной Азии газовая турбина мощностью 123 МВт (произведена компанией «Дженерал Электрик»).

## Образование
По данным на 2010 год, в Ахалском велаяте имеется 241 средняя школа, где обучается 146 тысяч учащихся.

## Достопримечательности
- На территории велаята находится ряд исторических памятников времён правления парфян и великих сельджуков (Алтын-Депе, Ниса, Серахс). К данным памятникам открыты туристические маршруты[11].
- В 4 км южнее поселка Душак и в 175 км к северо-востоку от Ашхабада находится археологический памятник бронзового века язской культуры Улуг-депе площадью 26 га, который входит в систему таких крупных поселений древних земледельцев предгорной полосы Копетдага вместе с Кара-депе, Намазга-депе, Алтын-депе и Йылгынлы-депе.
- В предгорьях Копетдага расположен крупный Международный конноспортивный комплекс.

## Хякимы
| No | Имя                                | Назначен   | Уволен     | Причина увольнения                |
| 1  | Амансахатов, Джумагельды           | 26.06.1992 | 02.08.1996 | за недостатки в работе            |
| 2  | Аширов, Нурмухаммед                | 02.08.1996 | 07.07.1997 | за недостатки в работе            |
| 3  | Ташлиев, Какаджан                  | 07.07.1997 | 23.11.2001 | за недостатки в работе            |
| 4  | Ханныев, Гандым                    | 23.11.2001 | 15.11.2002 | за недостатки в работе            |
| 5  | Атаева, Энебай                     | 15.11.2002 | 30.10.2004 | за недостатки в работе            |
| 6  | Атакаррыев, Мурад                  | 30.10.2004 | 27.09.2005 | за недостатки в работе            |
| 7  | Мурадкулиев, Амандурды             | 27.09.2005 | 25.10.2006 | за недостатки в работе, арест     |
| 8  | Оразмурадов, Курбанберды           | 25.10.2006 | 12.11.2007 | за недостатки в работе            |
| 9  | Нурмамедов, Мамеднияз Овезович     | 12.11.2007 | 10.07.2009 | переход на другую работу          |
| 10 | Мурадбердыев, Данмурад             | 10.07.2009 | 17.02.2012 | отставка после выборов президента |
| 11 | Нурмамедов, Мамеднияз Овезович     | 21.02.2012 | 09.07.2015 | за недостатки в работе            |
| 12 | Язмырадов, Аннагелди Оразбердиевич | 09.07.2015 | 29.04.2016 | понижен в должности               |
| 13 | Оразгельдыев, Эсенмурад            | 29.04.2016 | 05.04.2017 | переход на другую работу          |
| 14 | Атахаллыев, Тангрыкули             | 05.04.2017 | 17.06.2019 | переход на другую работу          |
| 15 | Бердымухамедов, Сердар             | 17.06.2019 | 7.02.2020  | переход на другую работу          |
| 16 | Гурбанов, Язмухаммет               | 7.02.2020  |            | действующий                       |